# Adama Traoré (calciatore 1996)
Adama Traoré Diarra, noto semplicemente come Adama Traoré (L'Hospitalet de Llobregat, 25 gennaio 1996), è un calciatore spagnolo di origini maliane, centrocampista o attaccante del Fulham.

## Biografia
Nato a L'Hospitalet de Llobregat da genitori maliani, ha due fratelli: Moha e Mohamed, anch'essi calciatori.

## Caratteristiche tecniche
Dotato di grande velocità, esplosività, dribbling, forza fisica e di una buona tecnica individuale, possiede un gran piede destro e riesce a calciare con forza verso la porta avversaria; è altresì bravo nel fornire assist ai compagni di squadra.
Può ricoprire i ruoli di ala destra o sinistra.

## Carriera

### Club

#### Barcellona
All'età di otto anni entra a far parte del settore giovanile del Barcellona. Nel 2013 viene inviato nel Barcellona B, la seconda squadra dei blaugrana, con cui debutta il 6 ottobre dello stesso anno durante la partita di Segunda División persa per 0-1 contro il Ponferradina, subentrando a Macky Bagnack al 78º minuto di gioco.
Il 23 novembre 2013 debutta nella prima squadra del Barcellona durante la partita di Primera División vinta per 4-0 contro il Granada, subentrando a Neymar all'83º minuto di gioco; tre giorni più tardi fa la sua prima apparizione anche in Champions League, nella sconfitta per 1-2 contro l'Ajax,subentrando a Cesc Fàbregas all'82º minuto di gioco.
Il 16 dicembre 2014 segna il suo primo gol con la maglia blaugrana, nella partita di Copa del Rey vinta per 8-1 contro l'Huesca.

#### Aston Villa
Il 14 agosto 2015 viene acquistato per dodici milioni di euro dagli inglesi dell'Aston Villa. Le cose non procedono però per il meglio poiché, oltre a trovare poco spazio in prima squadra, nel mese di aprile viene messo fuori rosa per motivi disciplinari.

#### Middlesbrough
Il 31 agosto 2016 viene acquistato dal Middlesbrough, club neopromosso in Premier League; con il Boro trova maggiore spazio, ma la squadra retrocede in Football League Championship.
L'anno successivo si rende protagonista anche in fase realizzativa, segnando cinque gol e fornendo dieci assist. A fine stagione il Middlesbrough raggiunge i play-off, ma viene eliminato dall'Aston Villa in semifinale.

#### Wolverhampton
L'8 agosto 2018 viene acquistato dal Wolverhampton, club neopromosso in Premier League. Con gli Wolves debutta dieci giorni dopo nella sconfitta del Leicester City. Segna la prima rete con i lupi (oltre che in Premier) decidendo nel recupero la sfida contro il West Ham Utd (0-1). Il 27 ottobre parte per la prima volta da titolare nella sconfitta per 1-0 contro il Brighton. Quella al West Ham è stata la sua unica rete nel corso della stagione, in cui spesso è subentrato dalla panchina. L'anno successivo trova più spazio dal primo minuto, mostrando anche dei progressi nel rendimento, risultando decisivo prima nei preliminari di Europa League col Torino, fornendo 2 assist tra andata e ritorno, e poi in campionato nella vittoria per 0-2 contro il Manchester City, in cui realizza entrambe le reti della sua squadra. Conclude la stagione con un bottino di 54 presenze tra tutte le competizioni, condite da 6 gol e 12 assist.

#### Ritorno al Barcellona
Il 29 gennaio 2022 si trasferisce in prestito al Barcellona, squadra che lo aveva lanciato tra i professionisti otto anni prima. Il 6 febbraio seguente, in occasione della partita di Primera División vinta per 4-2 contro l'Atlético Madrid, debutta per la seconda volta con la maglia blaugrana, fornendo un assist a Gavi per il gol del momentaneo 2-1.

#### Fulham
Il 12 agosto 2023 firma un contratto triennale con il Fulham.

### Nazionale
Nel novembre 2019 riceve la prima convocazione in nazionale maggiore spagnola in sostituzione dell'infortunato Rodrigo, nonostante nel mese stesso avesse dichiarato di volere rappresentare il Mali. Tuttavia è costretto a rinunciare alla chiamata per via di un infortunio, venendo sostituito da Pablo Sarabia. Nel mese di agosto del 2020 viene chiamato di nuovo nella nazionale maggiore ma deve tornare a casa dopo essere risultato positivo al Covid-19.. Debutta il 7 ottobre 2020 nel pareggio per 0-0 contro il Portogallo in amichevole.

## Statistiche

### Presenze e reti nei club
Statistiche aggiornate al 14 dicembre 2024.
| Stagione             | Squadra              | Campionato           | Campionato | Campionato | Coppe nazionali | Coppe nazionali | Coppe nazionali | Coppe continentali | Coppe continentali | Coppe continentali | Altre coppe | Altre coppe | Altre coppe | Totale | Totale |
| Stagione             | Squadra              | Comp                 | Pres       | Reti       | Comp            | Pres            | Reti            | Comp               | Pres               | Reti               | Comp        | Pres        | Reti        | Pres   | Reti   |
| -------------------- | -------------------- | -------------------- | ---------- | ---------- | --------------- | --------------- | --------------- | ------------------ | ------------------ | ------------------ | ----------- | ----------- | ----------- | ------ | ------ |
| 2013-2014            | Barcellona B         | SD                   | 26         | 5          | -               | -               | -               | -                  | -                  | -                  | -           | -           | -           | 26     | 5      |
| 2014-2015            | Barcellona B         | SD                   | 37         | 3          | -               | -               | -               | -                  | -                  | -                  | -           | -           | -           | 37     | 3      |
| Totale Barcellona B  | Totale Barcellona B  | Totale Barcellona B  | 63         | 8          |                 | 0               | 0               |                    | 0                  | 0                  |             | 0           | 0           | 63     | 8      |
| 2013-2014            | Barcellona           | PD                   | 1          | 0          | CR              | 0               | 0               | UCL                | 1                  | 0                  | SS          | 0           | 0           | 2      | 0      |
| 2014-2015            | Barcellona           | PD                   | 0          | 0          | CR              | 2               | 1               | UCL                | 0                  | 0                  | -           | -           | -           | 2      | 1      |
| 2015-2016            | Aston Villa          | PL                   | 10         | 0          | FACup+CdL       | 0+1             | 1               | -                  | -                  | -                  | -           | -           | -           | 11     | 1      |
| ago. 2016            | Aston Villa          | FLC                  | 1          | 0          | FACup+CdL       | 0               | 0               | -                  | -                  | -                  | -           | -           | -           | 1      | 0      |
| Totale Aston Villa   | Totale Aston Villa   | Totale Aston Villa   | 11         | 0          |                 | 1               | 1               |                    | -                  | -                  |             | -           | -           | 12     | 1      |
| ago. 2016-2017       | Middlesbrough        | PL                   | 27         | 0          | FACup+CdL       | 4+0             | 0               | -                  | -                  | -                  | -           | -           | -           | 31     | 0      |
| 2017-2018            | Middlesbrough        | FLC                  | 34+2       | 5          | FACup+CdL       | 2+2             | 0               | -                  | -                  | -                  | -           | -           | -           | 40     | 5      |
| Totale Middlesbrough | Totale Middlesbrough | Totale Middlesbrough | 61+2       | 5          |                 | 8               | 0               |                    | -                  | -                  |             | -           | -           | 71     | 5      |
| 2018-2019            | Wolverhampton        | PL                   | 29         | 1          | FACup+CdL       | 5+2             | 0               | -                  | -                  | -                  | -           | -           | -           | 36     | 1      |
| 2019-2020            | Wolverhampton        | PL                   | 37         | 4          | FACup+CdL       | 2+0             | 0               | UEL                | 15                 | 2                  | -           | -           | -           | 54     | 6      |
| 2020-2021            | Wolverhampton        | PL                   | 37         | 2          | FACup+CdL       | 3+1             | 1+0             | -                  | -                  | -                  | -           | -           | -           | 41     | 3      |
| 2021-gen. 2022       | Wolverhampton        | PL                   | 20         | 1          | FACup+CdL       | 1+2             | 0               | -                  | -                  | -                  | -           | -           | -           | 23     | 1      |
| gen.-giu. 2022       | Barcellona           | PD                   | 11         | 0          | CR              | 0               | 0               | UEL                | 6                  | 0                  |             | -           | -           | 17     | 0      |
| Totale Barcellona    | Totale Barcellona    | Totale Barcellona    | 12         | 0          |                 | 2               | 1               |                    | 7                  | 0                  |             | 0           | 0           | 21     | 1      |
| 2022-2023            | Wolverhampton        | PL                   | 34         | 2          | FACup+CdL       | 2+4             | 0+1             | -                  | -                  | -                  | -           | -           | -           | 40     | 3      |
| Totale Wolverhampton | Totale Wolverhampton | Totale Wolverhampton | 157        | 10         |                 | 22              | 2               |                    | 15                 | 2                  |             | 0           | 0           | 194    | 14     |
| 2023-2024            | Fulham               | PL                   | 17         | 2          | FACup+CdL       | 0+1             | 0               | -                  | -                  | -                  | -           | -           | -           | 18     | 2      |
| 2024-2025            | Fulham               | PL                   | 16         | 1          | FACup+CdL       | 0+1             | 0               | -                  | -                  | -                  | -           | -           | -           | 17     | 1      |
| Totale Fulham        | Totale Fulham        | Totale Fulham        | 33         | 3          |                 | 2               | 0               |                    | -                  | -                  |             | -           | -           | 35     | 3      |
| Totale carriera      | Totale carriera      | Totale carriera      | 339        | 26         |                 | 35              | 4               |                    | 22                 | 2                  |             | 0           | 0           | 396    | 32     |

### Cronologia presenze e reti in nazionale
| Cronologia completa delle presenze e delle reti in nazionale ― Spagna | Cronologia completa delle presenze e delle reti in nazionale ― Spagna | Cronologia completa delle presenze e delle reti in nazionale ― Spagna | Cronologia completa delle presenze e delle reti in nazionale ― Spagna | Cronologia completa delle presenze e delle reti in nazionale ― Spagna | Cronologia completa delle presenze e delle reti in nazionale ― Spagna | Cronologia completa delle presenze e delle reti in nazionale ― Spagna | Cronologia completa delle presenze e delle reti in nazionale ― Spagna |
| Data                                                                  | Città                                                                 | In casa                                                               | Risultato                                                             | Ospiti                                                                | Competizione                                                          | Reti                                                                  | Note                                                                  |
| --------------------------------------------------------------------- | --------------------------------------------------------------------- | --------------------------------------------------------------------- | --------------------------------------------------------------------- | --------------------------------------------------------------------- | --------------------------------------------------------------------- | --------------------------------------------------------------------- | --------------------------------------------------------------------- |
| 7-10-2020                                                             | Lisbona                                                               | Portogallo                                                            | 0 – 0                                                                 | Spagna                                                                | Amichevole                                                            | -                                                                     | 62’                                                                   |
| 10-10-2020                                                            | Madrid                                                                | Spagna                                                                | 1 – 0                                                                 | Svizzera                                                              | UEFA Nations League 2020-2021 - 1º turno                              | -                                                                     | 57’                                                                   |
| 13-10-2020                                                            | Kiev                                                                  | Ucraina                                                               | 1 – 0                                                                 | Spagna                                                                | UEFA Nations League 2020-2021 - 1º turno                              | -                                                                     |                                                                       |
| 11-11-2020                                                            | Amsterdam                                                             | Paesi Bassi                                                           | 1 – 1                                                                 | Spagna                                                                | Amichevole                                                            | -                                                                     | 62’                                                                   |
| 14-11-2020                                                            | Basilea                                                               | Svizzera                                                              | 1 – 1                                                                 | Spagna                                                                | UEFA Nations League 2020-2021 - 1º turno                              | -                                                                     | 73’                                                                   |
| 23-6-2021                                                             | Siviglia                                                              | Slovacchia                                                            | 0 – 5                                                                 | Spagna                                                                | Euro 2020 - 1º turno                                                  | -                                                                     | 77’                                                                   |
| 2-9-2021                                                              | Solna                                                                 | Svezia                                                                | 2 – 1                                                                 | Spagna                                                                | Qual. Mondiali 2022                                                   | -                                                                     | 64’                                                                   |
| 8-9-2021                                                              | Pristina                                                              | Kosovo                                                                | 0 – 2                                                                 | Spagna                                                                | Qual. Mondiali 2022                                                   | -                                                                     | 58’                                                                   |
| Totale                                                                |                                                                       | Presenze                                                              | 8                                                                     |                                                                       | Reti                                                                  | 0                                                                     |                                                                       |

## Palmarès

### Club

#### Competizioni nazionali
- Coppa di Spagna: 1

Barcellona: 2014-2015

#### Competizioni giovanili
- UEFA Youth League: 1

Barcellona: 2013-2014